# Raomari Upazila
Raomari Upazila är ett underdistrikt i Bangladesh.   Det ligger i provinsen Rangpur, i den norra delen av landet, 220 km norr om huvudstaden Dhaka.